# Elasmopalpus angustellus
Elasmopalpus angustellus är en fjärilsart som beskrevs av Blanchard 1852. Elasmopalpus angustellus ingår i släktet Elasmopalpus och familjen mott. Inga underarter finns listade i Catalogue of Life.